# Österbottniska Delegationen

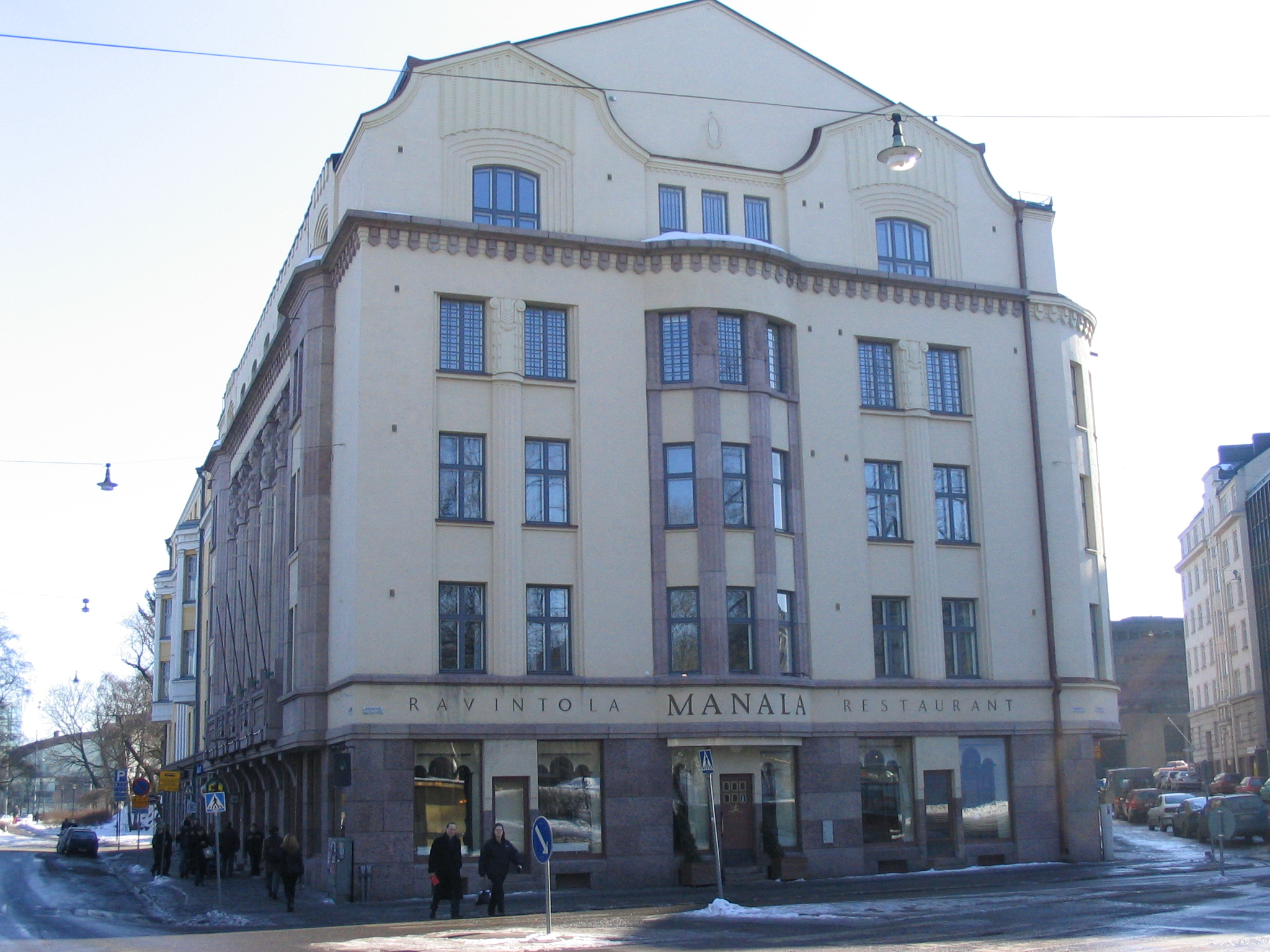
De österbottniska nationernas byggnad Ostrobotnia på Tölögatan 3 i Helsingfors.

Österbottniska Delegationen, ÖD, finska Pohjalainen Valtuuskunta, är ett samarbetsorgan för de tre österbottniska studentnationerna vid Helsingfors universitet, Etelä-Pohjalainen Osakunta, Vasa nation och Pohjois-Pohjalainen Osakunta.
ÖD förvaltar även arvet av den odelade Österbottniska nationen, genom att bland annat årligen till Henrik Gabriel Porthans minne anordna Porthanfesten.
Nationernas gemensamma byggnad, Ostrobotnia ("Botta"), ligger i Främre Tölö i Helsingfors.